# 55892 Fuzhougezhi
55892 Fuzhougezhi este un asteroid din centura principală de asteroizi.

## Descriere
55892 Fuzhougezhi este un asteroid din centura principală de asteroizi. A fost descoperit pe 1 decembrie 1997 la Xinglong în cadrul programului Beijing Schmidt CCD Asteroid Program. Asteroidul prezintă o orbită caracterizată de o semiaxă mare de 2,79 ua, o excentricitate de 0,30 și o înclinație de 7,7° în raport cu ecliptica.